# Almindelig cypresmos
Almindelig cypresmos (Hypnum cupressiforme) er et meget almindeligt mos i Danmark.